# Spreewald
Spreewald er et område centreret omkring et mangefoldigt forgreningsnet af floden Spree vest for byen Cottbus i delstaten Brandenburg, Tyskland. Området er omkring 15 km. langt (retning NV – SØ) og 7 km. bredt. De mange forgreninger af flodnettet skaber en unik geografi, hvor bådfart i generationer har været det mest effektive transportmiddel.

## Kultur
Området er kun i begrænset omfang tilgængelig for biler, og den mest almindelige transportform er, som skrevet herover, med både men også vandring. Motorbåde er ikke tilladte, i stedet anvendes en særlig lavbundet form for pram, som styres ved hjælp af en pramfører som staver prammen frem fra stående position agter på prammen. Selvom bådtransporten i dag er meget præget af turisme, er den stadig en nødvendighed for indbyggerne. Således bliver transport af post visse steder stadig udført i pramme malet i postvæsenets karakteristiske gule farver. 
Spreewalds oprindelige indbyggere er ikke tyskere men sorbere (slavisk folkefærd) som har en egenartig folklore præget af slaviske traditioner. Dels er sproget ikke tysk, men sorbisk. Folkedragterne er for kvindernes vedkommende karakteriseret ved særlige hatte, som angiver den ægteskabelige status. 
Spreewald er berømmet for deres syltningstraditioner. Således er der mulighed for at købe et væld af syltede argurker, der lagres i store trætønder. Ofte er disse sylterier drevet af familier, selvom der efter sammenlægningen er opstået en industri omkring Spreewald agurker. Turister som i dag besøger Spreewald på en af de mange pram-ture, vil få lejlighed til at købe syltede agurker undervejs, idet det er en fast tradition at besøge nogle af de mange sylterier på turen.
Under DDR tiden var syltede agurker fra Spreewald en udsøgt delikatesse som ikke var tilladt at eksportere. I dag kan man købe glas med syltede ting overalt i Tyskland påført Spreewald, men typisk er der tale om fabriks-fabrikerede agurker uden samme kvalitet som de traditionelle.